# Anthony Roncaglia
Anthony Roncaglia (Bastia, 30 agosto 2000) è un calciatore francese, centrocampista del Bastia.

## Carriera
Roncaglia è cresciuto nel settore giovanile del Bastia ed ha debuttato in prima squadra il 25 novembre 2017 nell'incontro di Championnat National 3 perso 3-2 contro il Cannes. Nel luglio del 2019, dopo aver conquistato una promozione in quarta divisione, è passato all'Ajaccio, dove ha giocato nella seconda squadra.
Tornato al Bastia dopo pochi mesi, ha conquistato con il club due promozioni consecutive ed il 24 luglio 2021 ha debuttato in Ligue 2 nell'incontro pareggiato 1-1 contro il Nîmes. Ha segnato il primo gol in carriera il 12 marzo 2023 decidendo il derby contro l'Ajaccio.

## Statistiche
Statistiche aggiornate all'11 gennaio 2025.

### Presenze e reti nei club
| Stagione        | Squadra         | Campionato      | Campionato | Campionato | Coppe nazionali | Coppe nazionali | Coppe nazionali | Coppe continentali | Coppe continentali | Coppe continentali | Altre coppe | Altre coppe | Altre coppe | Totale | Totale | Totale |
| Stagione        | Squadra         | Comp            | Pres       | Reti       | Comp            | Pres            | Reti            | Comp               | Pres               | Reti               | Comp        | Pres        | Reti        | Pres   | Reti   |        |
| --------------- | --------------- | --------------- | ---------- | ---------- | --------------- | --------------- | --------------- | ------------------ | ------------------ | ------------------ | ----------- | ----------- | ----------- | ------ | ------ | ------ |
| 2017-2018       | Bastia          | N3              | 2          | 0          | CF              | 0               | 0               | -                  | -                  | -                  | -           | -           | -           | 2      | 0      |        |
| 2018-2019       | Bastia          | N3              | 1          | 0          | CF              | 0               | 0               | -                  | -                  | -                  | -           | -           | -           | 1      | 0      |        |
| 2019-2020       | Ajaccio 2       | N3              | 6          | 0          | -               | -               | -               | -                  | -                  | -                  | -           | -           | -           | 6      | 0      |        |
| 2019-2020       | Bastia          | N2              | 0          | 0          | CF              | 0               | -               | -                  | -                  | -                  | -           | -           | 0           | 0      |        |        |
| 2020-2021       | Bastia          | N               | 3          | 0          | CF              | 0               | 0               | -                  | -                  | -                  | -           | -           | -           | 3      | 0      |        |
| 2021-2022       | Bastia          | L2              | 17         | 1          | CF              | 3               | 0               | -                  | -                  | -                  | -           | -           | -           | 20     | 1      |        |
| 2022-2023       | Bastia          | L2              | 15         | 0          | CF              | 2               | 0               | -                  | -                  | -                  | -           | -           | -           | 17     | 0      |        |
| 2023-2024       | Bastia          | L2              | 31         | 0          | CF              | 0               | 0               | -                  | -                  | -                  | -           | -           | -           | 31     | 0      |        |
| 2024-2025       | Bastia          | L2              | 12         | 0          | CF              | 2               | 0               | -                  | -                  | -                  | -           | -           | -           | 14     | 0      |        |
| Totale Bastia   | Totale Bastia   | Totale Bastia   | 81         | 1          |                 | 7               | 0               |                    | -                  | -                  |             | -           | -           | 88     | 1      |        |
| Totale carriera | Totale carriera | Totale carriera | 87         | 1          |                 | 7               | 0               |                    | -                  | -                  |             | -           | -           | 94     | 1      |        |

## Palmarès

### Club

#### Competizioni nazionali
- Championnat National: 1

Bastia: 2020-2021
- Championnat National 2: 1

Bastia: 2019-2020 (girone A)
- Championnat National 3: 1

Bastia: 2018-2019 (girone D)